# Onthophagus ocelliger
Onthophagus ocelliger là một loài bọ cánh cứng trong họ Bọ hung (Scarabaeidae).